# Helius atroapicalis
Helius atroapicalis là một loài ruồi trong họ Limoniidae. Chúng phân bố ở miền Australasia.